# 각시붓꽃
각시붓꽃(Iris rossii)은 붓꽃과의 여러해살이풀이다.

## 특징
각시붓꽃은 양지바른 산기슭이나 산지 풀밭에서 자라며, 높이 10cm에서 20cm까지 자란다. 잎의 표면은 녹색이며, 뒷면은 분백색이다. 잎에 길이는 약 30cm, 폭은 약 0.2에서 0.5cm이다. 꽃은 줄기 끝에 한송이씩 달리는데, 줄기잎 없이 4~5월에 피며, 보라색이다. 포는 4장에서 5장으로 선형이다. 열매는 6~7월에 열리는데, 색상은 갈색이며 타원형이다.

## 분포 지역
각시붓꽃은 대한민국 전역과, 일본 남부, 중국 북동부 및 북부 등지에서 자란다.

## 쓰임새
각시붓꽃은 관상용으로 쓰이며, 뿌리줄기는 약용으로는 인후염과 절창, 해열, 지혈에 쓴다.

## 문학
2015년에 문효치 시인이 시집 《각시붓꽃》을 냈다.

## 같이 보기
- 애기범부채
- 범부채
- 붓꽃
- 솔붓꽃
- 꽃창포
- 시베리아붓꽃
- 제비붓꽃